# Kličevac
Kličevac (Кличевац), pronunțat în limba română Clicievaț, este un sat situat în partea de est a Serbiei, în Districtul Braničevo. Aparține administrativ de comuna Požarevac. La recensământul din 2002 localitatea avea 1329 locuitori.